# Nuno Morais
Nuno Miguel Barbosa Morais (ur. 29 stycznia 1984 w Penafiel) – portugalski piłkarz występujący na pozycji obrońcy. Jest wychowankiem klubu FC Penafiel. W 2004 roku przeszedł do Chelsea. W sezonie 2005/2006 przebywał na wypożyczeniu w CS Marítimo. Ostatecznie z klubu z Fulham, dzielnicy Londynu, odszedł w 2007 roku – został wtedy piłkarzem cypryjskiego APOEL-u Nikozja.